# Townhouse (Stadthaus)

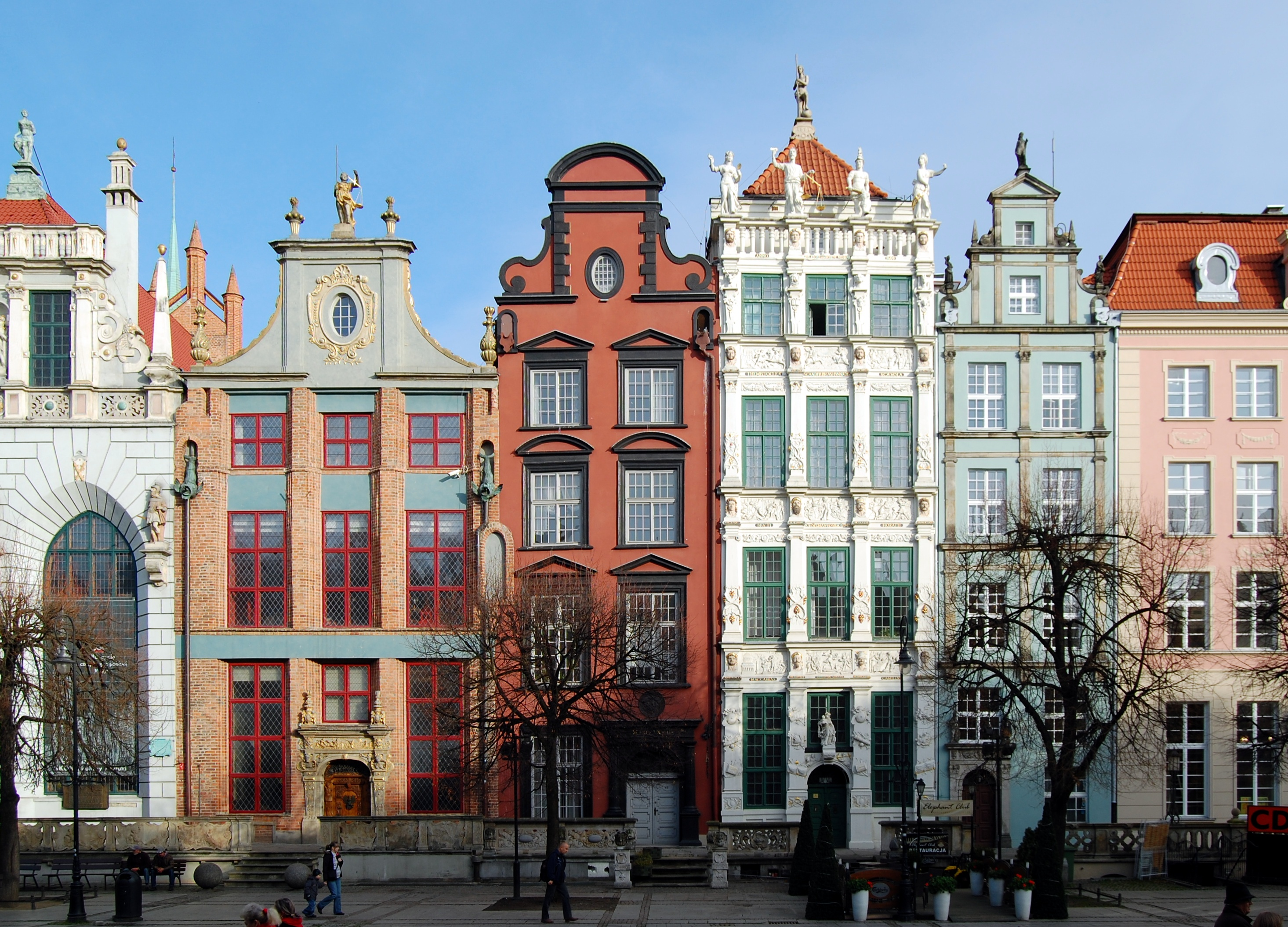
Historische Townhouses oder Stadthäuser in Danzig, Polen

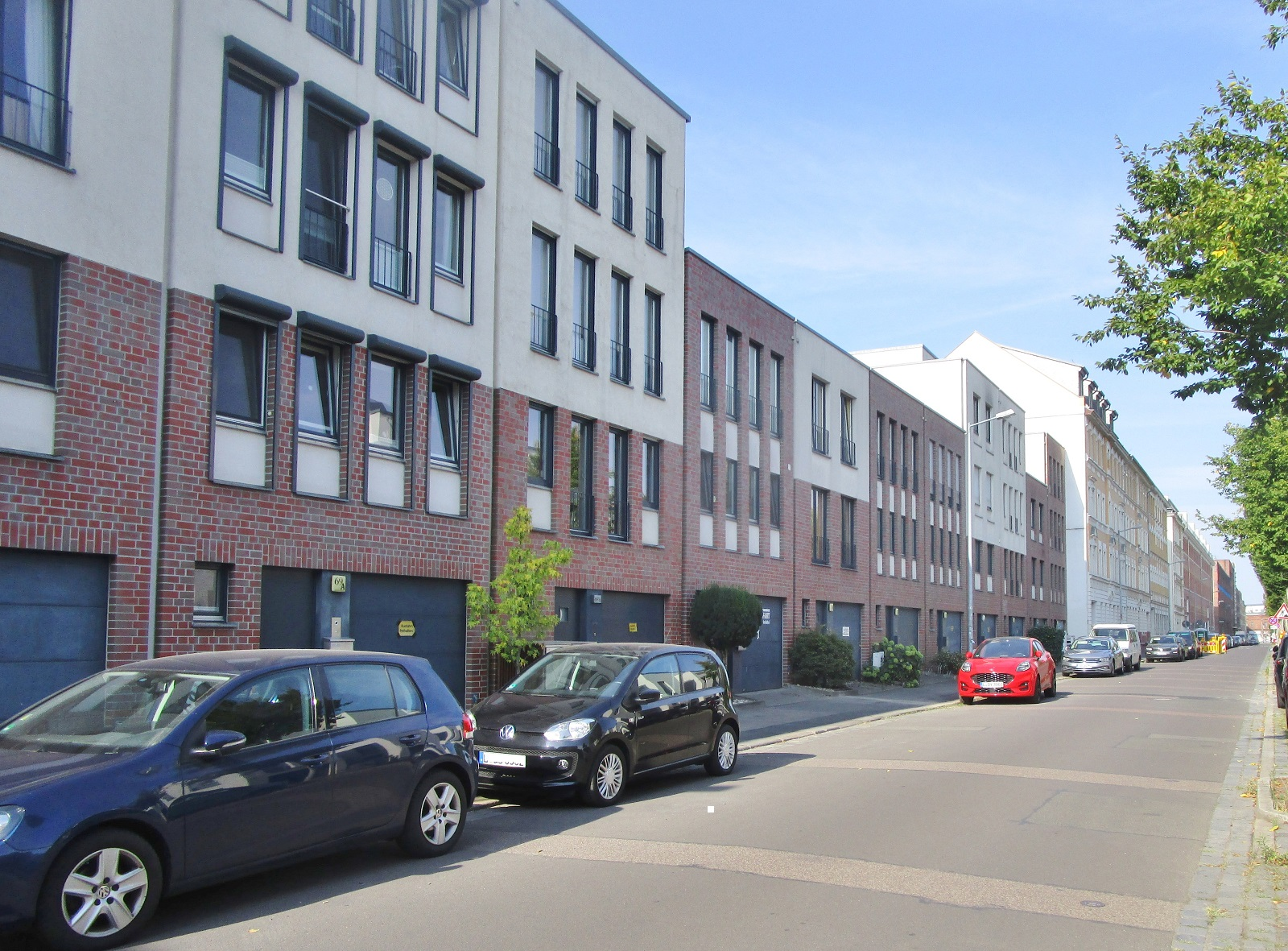
Stadthäuser in der Industriestraße (Leipzig)

Ein Townhouse bezeichnet im englischen Sprachraum einen Typus des Reihenhauses, englisch: Terraced house. Ein modernes Townhouse hat oftmals einen kleinen Grundriss (Fußabdruck) und mehrere Geschosse. In neuester Zeit wird in Deutschland ein Gebäudetyp (flächensparend gebaute Reihenhäuser in innerstädtischer Lage) im Sinne des englischen Begriffs Townhouse und in Anlehnung an Stadtvilla auch Stadthaus genannt.

## Geschichte
Auf den britischen Inseln war ein Townhouse historisch der städtische Wohnsitz einer adligen oder wohlhabenden Familie, der ein oder mehrere Häuser auf dem Land gehörten, den sie über längere Zeiträume im Jahresverlauf bewohnte. Seit dem 18. Jahrhundert zogen Landbesitzer mit ihrer Dienerschaft in der Ball-Saison und der gesellschaftlichen Veranstaltungen in ein Town-Haus (Stadthaus). Aufgrund dieses geschichtlichen Hintergrunds gibt es bis heute im englischen Sprachraum auch noch den abweichenden britischen Gebrauch des Wortes, wonach mit Townhouse jeglicher Typ eines städtischen Wohnsitzes (normalerweise in London) von jemandem, dessen Haupt- und größerer Wohnsitz auf dem Land (English country house) lag, bezeichnet wird. In den europäischen Residenzstädten gehen die Stadthausursprünge bis auf die Stadtpalais der Renaissance-Zeit zurück.

## Europa

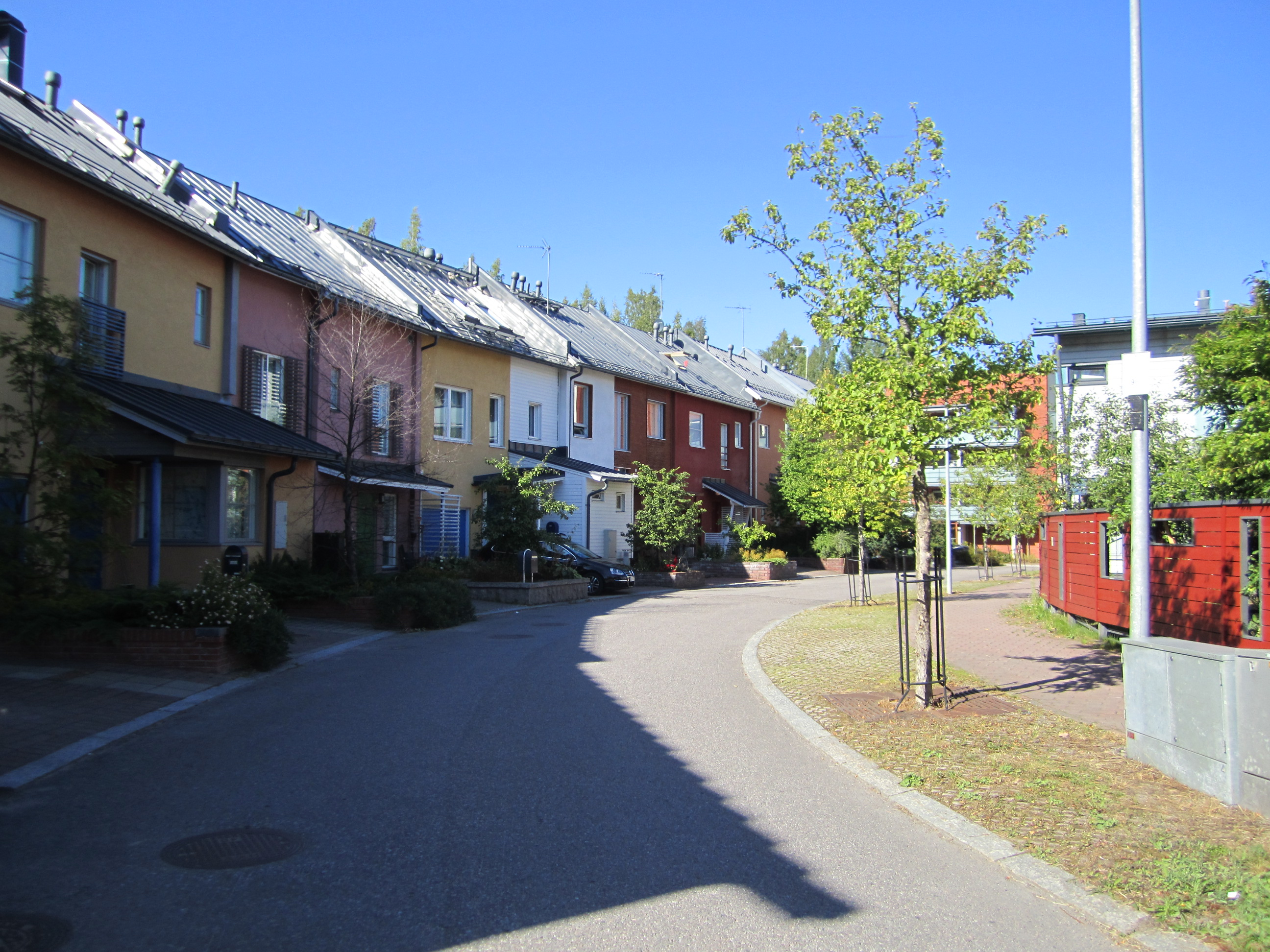
Townhouses in Malminkartano, Helsinki, Finnland

In Großbritannien sind die meisten Townhouses Reihenhäuser. Nur ein kleiner Teil von ihnen, im Allgemeinen die größten, sind frei stehend, aber selbst Adlige auf riesigen Landsitzen lebten in der Stadt in Reihenhäusern. Beispielsweise gehörte dem Duke of Norfolk auf dem Land ein Schloss mit Namen Arundel Castle, während sein Haus in London, das Norfolk House, ein 30 Meter breites, angebautes Reihenhaus war.
In neuester Zeit, etwa seit der IBA 1987 im damaligen Westberlin, wird in Deutschland der Begriff Stadthaus in Anlehnung an den nordamerikanischen Begriff des Stadthauses verwendet, der im Folgenden beschrieben wird.

## Nordamerika
In den Vereinigten Staaten und in Kanada spielen für die Verwendung des Begriffs Townhouse folgende Punkte eine Rolle:
Die älteren Townhouses entstanden schon vor der Einführung des Automobils und stellen ein Haus mit kleinem Fußabdruck in der Stadt dar, wobei es mit seiner Geschossigkeit (manchmal sechs oder mehr Geschosse) sehr viel Wohnraum bietet, oftmals auch mit Räumen für die Dienerschaft. Durch den geringen Flächenbedarf ist ein Standort manchmal sogar innerhalb fußläufiger Distanz zu den Geschäfts- und Gewerbestandorten der Stadt möglich, auf jeden Fall ein Standort mit Anbindung an Öffentliche Verkehrsmittel, der entsprechend teuer ist und prestigeträchtig für wohlhabende Einwohner der Stadt. Ein Townhouse ist dort teuer, wo freistehende Einfamilienhäuser nicht üblich sind, so in New York City, Chicago, Boston, Philadelphia, Toronto, Washington, D.C. und San Francisco.
Reihenhäuser (Rowhouses) sind gleich gestaltet und bestehen aus mehreren aneinander angebauten uniformen Einheiten und befanden sich zunächst in älteren, vor-automobilen Stadtvierteln von Baltimore, Philadelphia, Richmond, Charleston, Savannah und New Orleans, später dann auch in niedrigpreisigen Wohnstandorten in den Vororten (Suburbs). Um ein Reihenhaus handelt es sich, wenn Dächer und Fundamente fortlaufen und eine einfache Wand benachbarte Townhäuser voneinander trennt. Es gibt aber auch welche mit einer Doppelwand mit einem Zentimeter-breiten freien Raum zwischen ihnen auf einem gemeinsamen Fundament. Ein Reihenhaus wird im Allgemeinen kleiner und weniger luxuriös sein als ein Wohnhaus, das Townhouse genannt wird.
Später wurde die Bezeichnung Townhouse (oder: Townhome) verwendet, um nicht-uniforme Einheiten in den Suburbs zu beschreiben, deren Gestaltung freistehende Einfamilienhäuser oder Doppelhäuser nachahmte. Heute wird die Bezeichnung „Townhouse“ inzwischen auch für einen Komplex mit mehreren Wohneinheiten verwendet, die Einfamilienhäusern nachempfunden sind. Die Unterscheidung zwischen Wohneinheiten, die als Apartments bezeichnet werden, und solchen, die Townhouses genannt werden, besteht darin, dass Townhäuser üblicherweise mehrere Stockwerke und ihre eigene Außentür haben (im Gegensatz zur Eingeschossigkeit und Zugang über einen Innenflur oder einen Außengang im Balkonstil (bei wärmerem Klima)).
Eine andere Unterscheidung ist dadurch gegeben, dass sich der Begriff „Apartment“ in den meisten US-amerikanischen Gebieten außerhalb der größten Städte auf Wohnen zur Miete bezieht, während der Begriff „Townhouse“ individuelles Eigentum bezeichnet, mit keiner anderen Wohneinheit darüber oder darunter, auch wenn die Bezeichnung (Miet-)Apartment im Townhouse-Stil für Apartments auf zwei Ebenen ebenfalls zu hören ist.
Townhäuser können auch „gestapelt“ werden. Solche Häuser haben Einheiten übereinander (typischerweise zwei), normalerweise jede mit eigenem Eingang von der Straße oder zumindest von draußen. Sie können in einer Reihe zu dritt oder mehr stehen, wobei sie dann bisweilen auch „Reihenhäuser“ genannt werden. Ein Townhouse in einer Zweiergruppe läuft ebenfalls unter dem Begriff „Townhouse“, wird aber in Kanada und den USA typischerweise Doppelhaus („semi-detached home“) und in einigen Gebieten im westlichen Kanada „half-duplex“ genannt.
In Kanada werden Einfamilienhäuser, egal, welcher Typ, ob freistehende Einzelhäuser, Apartments, Mobilheime oder auch Townhouses, nach den beiden folgenden Eigentumskategorien unterschieden:
- Condominium: hier ist man Eigentümer des Inneren der Wohneinheit, während andere Flächen im Gebäude und auf dem Grundstück „Gemeinschaftseigentum“ darstellen.
- Freehold: hier ist man exklusiv Eigentümer von Gebäude und Grundstück ohne jeden „Condominium“-Aspekt. Die Fundamente können geteilt sein, aber zwischen den Einheiten befinden sich schmale Lufträume.

„Condominium townhouses“ ebenso wie „Condominium apartments“ werden oft als Condos bezeichnet, was sich eher auf die Eigentumsform als auf die Bauform bezieht. Seitdem „Apartment style condos“ am verbreitetsten sind, nehmen viele fälschlicherweise an, dass es sich, wenn vom „Condo“ die Rede ist, um eine Wohnung im Apartment-Stil handeln muss und dass nur Wohnungen im Apartment-Stil Condos sein können. Aber es können alle Wohnungen Condos sein, auch Townhouses.
Eine Besonderheit, die sich nur in New York findet, ist das „Brownstone“-Townhouse.

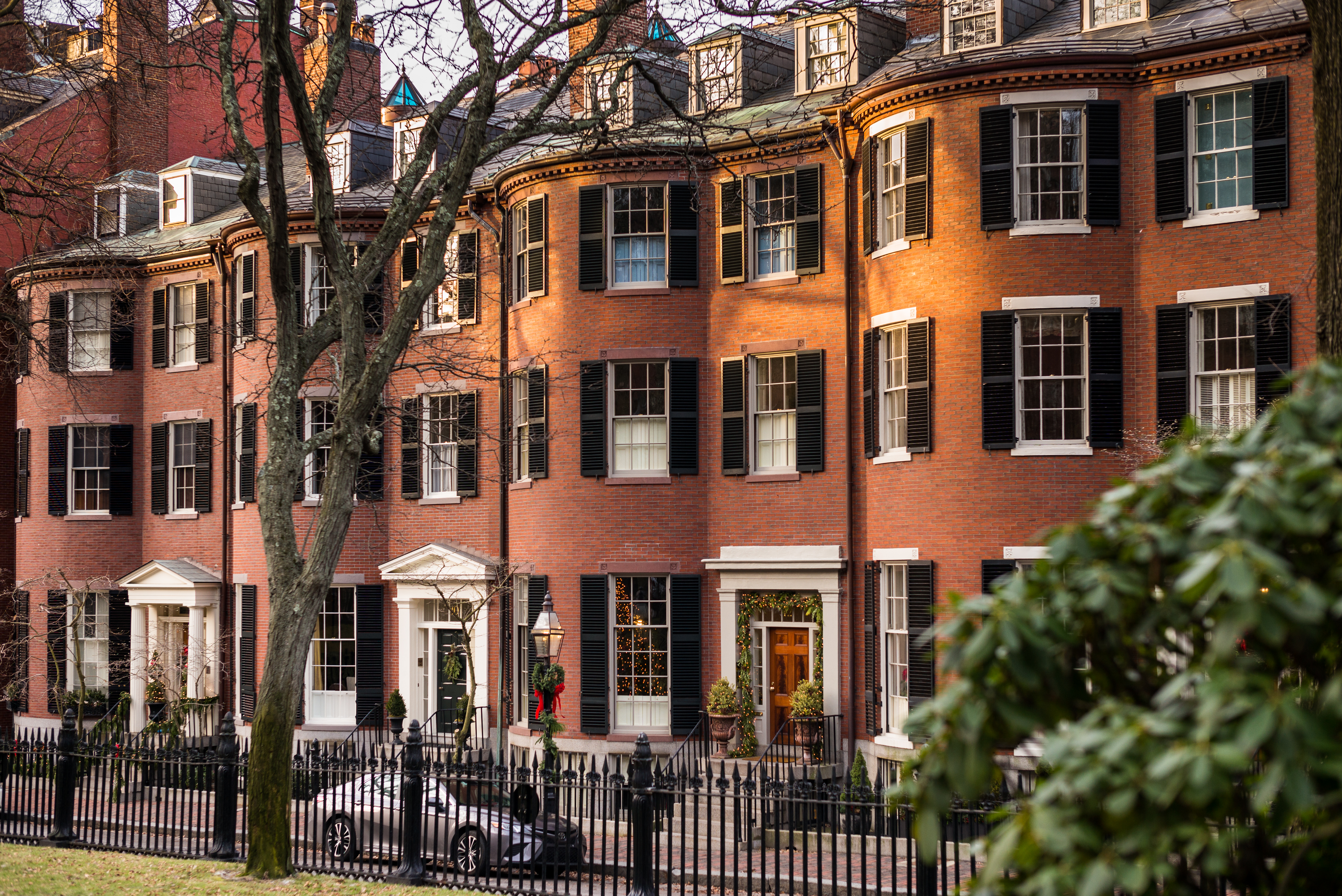
Townhouses in Beacon Hill, Boston
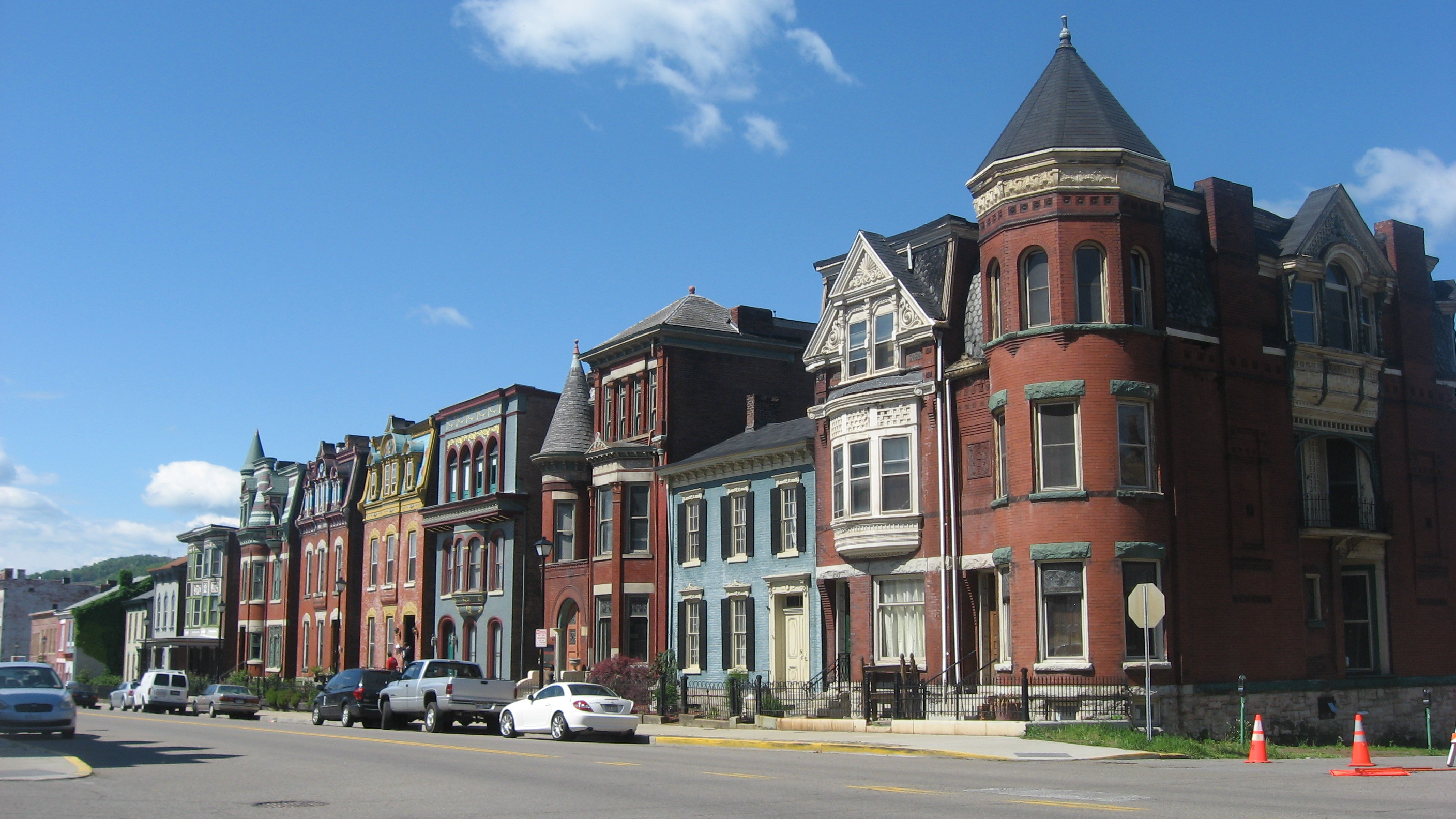
Townhouses in Wheeling, West Virginia
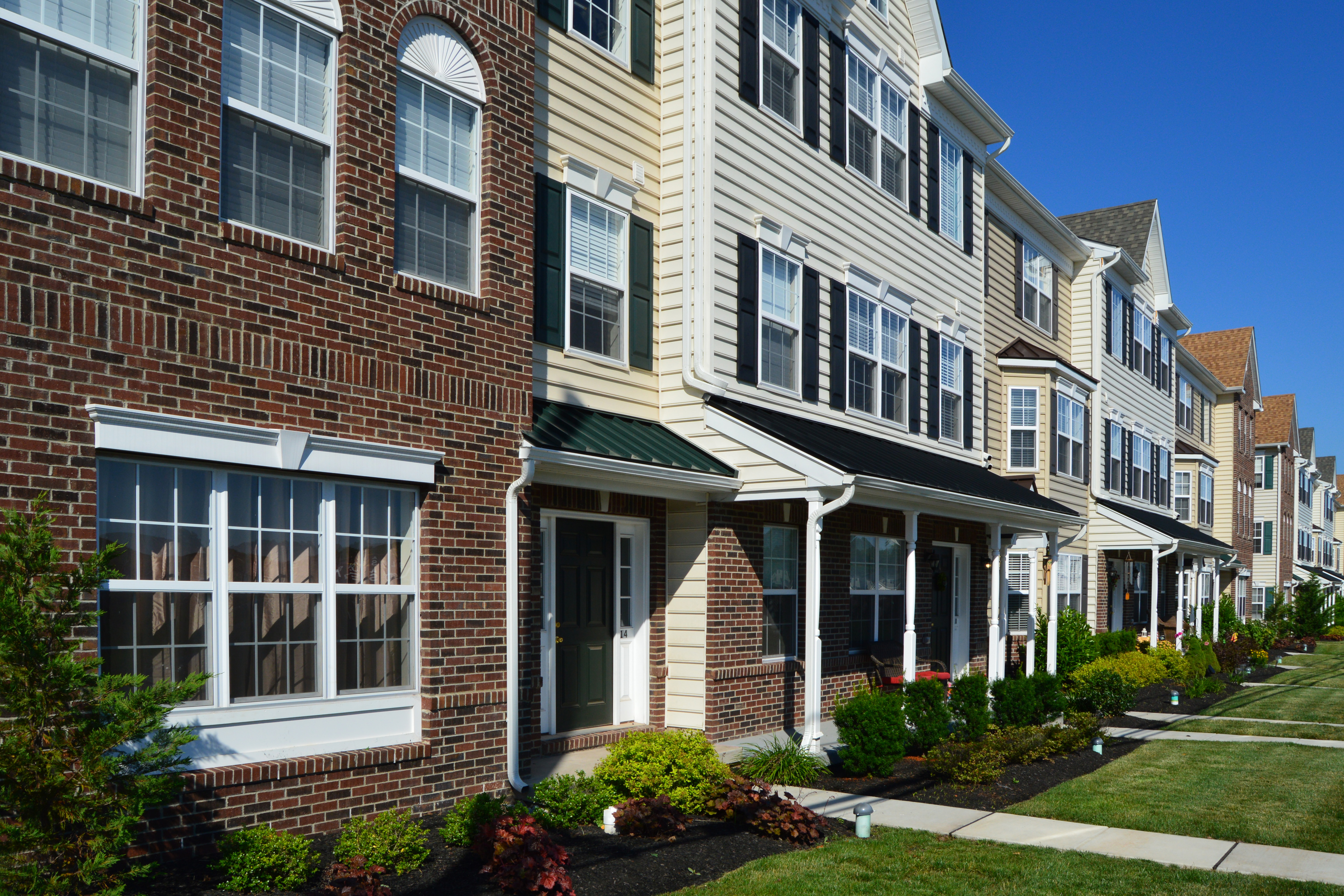
Townhouses, gebaut von einem Gesamtentwickler, in Souderton, Pennsylvania

## Asien, Australien, Südafrika, Simbabwe

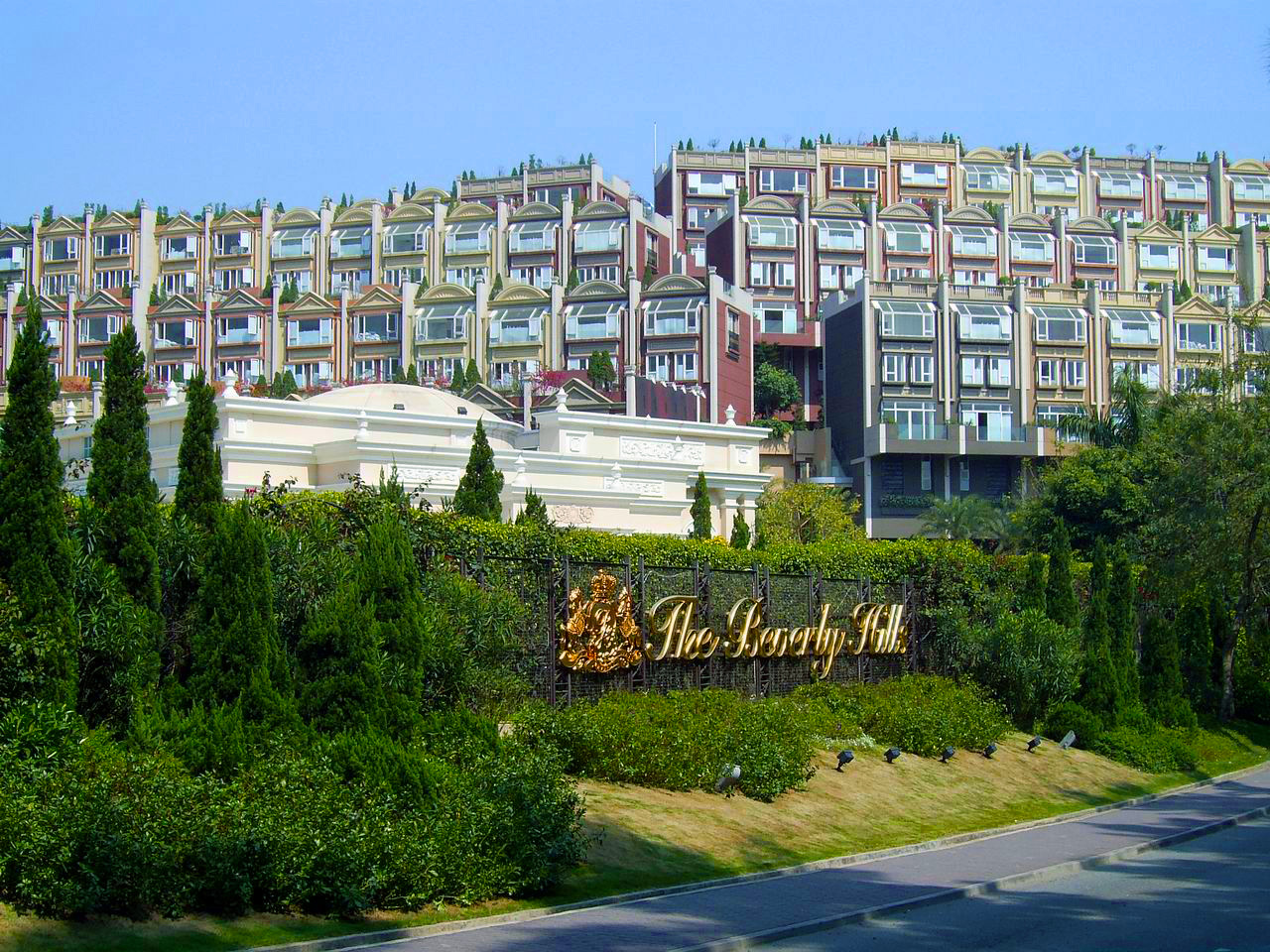
Beverly Hills im Tai-Po-Distrikt, Hongkong

In Asien, Australien, Südafrika und Simbabwe wird der Begriff im nordamerikanischen Sinn gebraucht. Townhouses werden im Allgemeinen im Komplex vorgefunden. Große Komplexe haben oft einen hohen Sicherheitsstandard und Einrichtungen wie Swimming Pools, Fitnessstudios, Parks und Spielplätze. Üblicherweise befindet sich das Townhouse-Gelände im Eigentum einer Eigentümergemeinschaft und die Häuser darauf in dem individueller Eigentümer.
In dicht besiedelten asiatischen Städten, die von hochhausartigen Wohnblocks geprägt werden, wie Hongkong, wohnen in Townhouses privater Entwickler fast exklusiv die besonders Wohlhabenden aufgrund der Seltenheit und der Größe der Einheiten. In den suburbs der größeren Städte ist es verbreitet, ein altes Haus auf einem großen Grundstück abzureißen und durch eine kurze Reihe Townhouses zu ersetzen, mit dem Ende zur Straße.

## Siehe auch

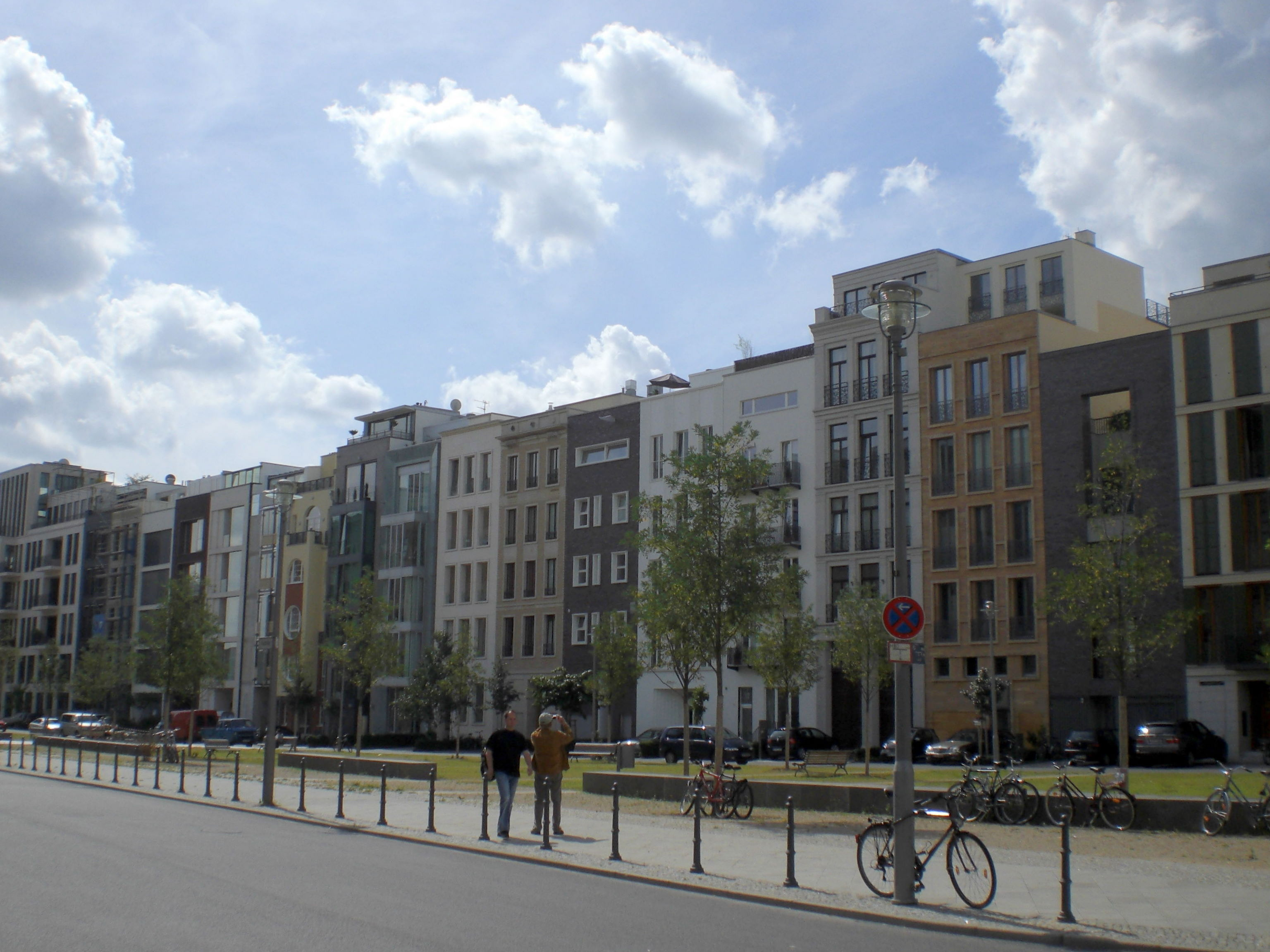
Townhouses in Berlin-Friedrichswerder